# كورتني هيكس
كورتني هيكس (بالإنجليزية: Courtney Hicks)‏ هي متزلجة فنية أمريكية، ولدت في 15 ديسمبر 1995 في بلاسينتيا في الولايات المتحدة.

## وصلات خارجية
- الموقع الرسمي
- كورتني هيكس على موقع الاتحاد الدولي للتزلج (الإنجليزية)